# Rüti (Glaris)
Pour les articles homonymes, voir Rüti.
Rüti est une localité et une ancienne commune suisse du canton de Glaris, située dans la commune de Glaris Sud.

## Géographie
Selon l'Office fédéral de la statistique, l'ancienne commune de Rüti mesurait 6,15 km2 et était limitrophe de Betschwanden, Braunwald et Linthal.

## Démographie
Selon l'Office fédéral de la statistique, Rüti possède 364 habitants fin 2022. Sa densité de population atteint 59 hab./km².
Le graphique suivant résume l'évolution de la population de Rüti entre 1850 et 2008 :